# 팀 조
팀 조(Tim Jo, 1984년 4월 20일 ~ )는 미국의 배우이다.
댈러스에서 태어났다.

## 출연 작품
- 대탈주: 디비전 19 (2017년)
- 스키니 딥 (2014년)
- 아이 엠 벤 (2012년) - 데이빗 역
- 글로리 데이즈(영어판) (2010년) - 알렉스 창 역
- 페임 (2009년)
- 드림업 (2009년) - 오마르 역

### 텔레비전
- 우리동네 외계인 (2012년) - 레지 역
- 피치 (2017년)
- 그릭 (2007년)